# Сенес
Сенес (на испански: Senés) е населено място и община в Испания. Намира се в провинция Алмерия, в състава на автономната област Андалусия. Общината влиза в състава на района (комарка) Лос Филабрес Табернас. Заема площ от 50 km². Населението му е 354 души (по данни от 2009 г.). Разстоянието до административния център на провинцията е 50 km.

## Демография
| 1996 | 1998 | 1999 | 2000 | 2001 | 2002 | 2003 | 2004 | 2005 | 2007 |
| ---- | ---- | ---- | ---- | ---- | ---- | ---- | ---- | ---- | ---- |
| 359  | 335  | 335  | 325  | 323  | 314  | 309  | 314  | 319  | 352  |